# Renault Sherpa 5

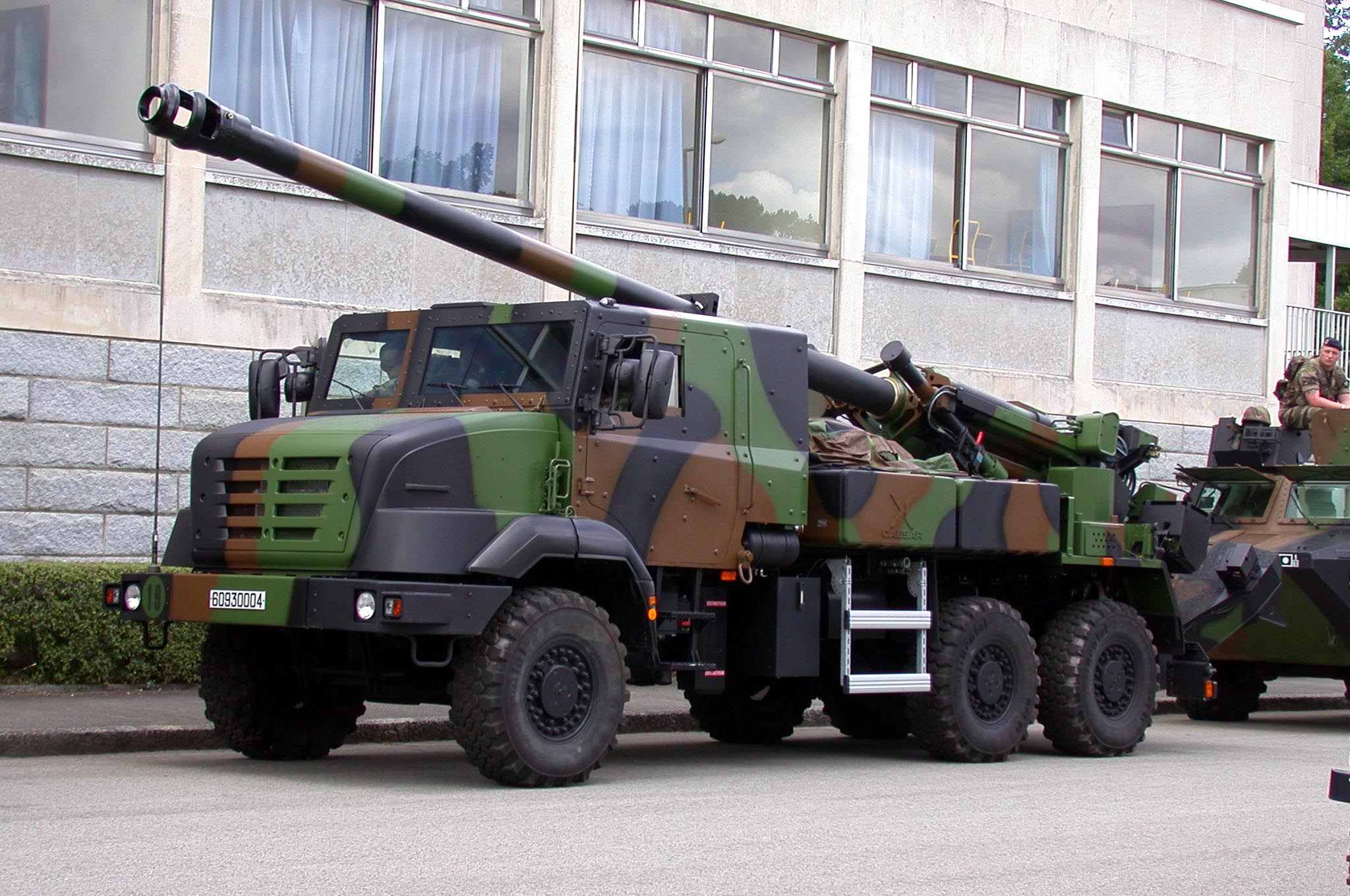
CAESAR на шасси Renault Sherpa 5

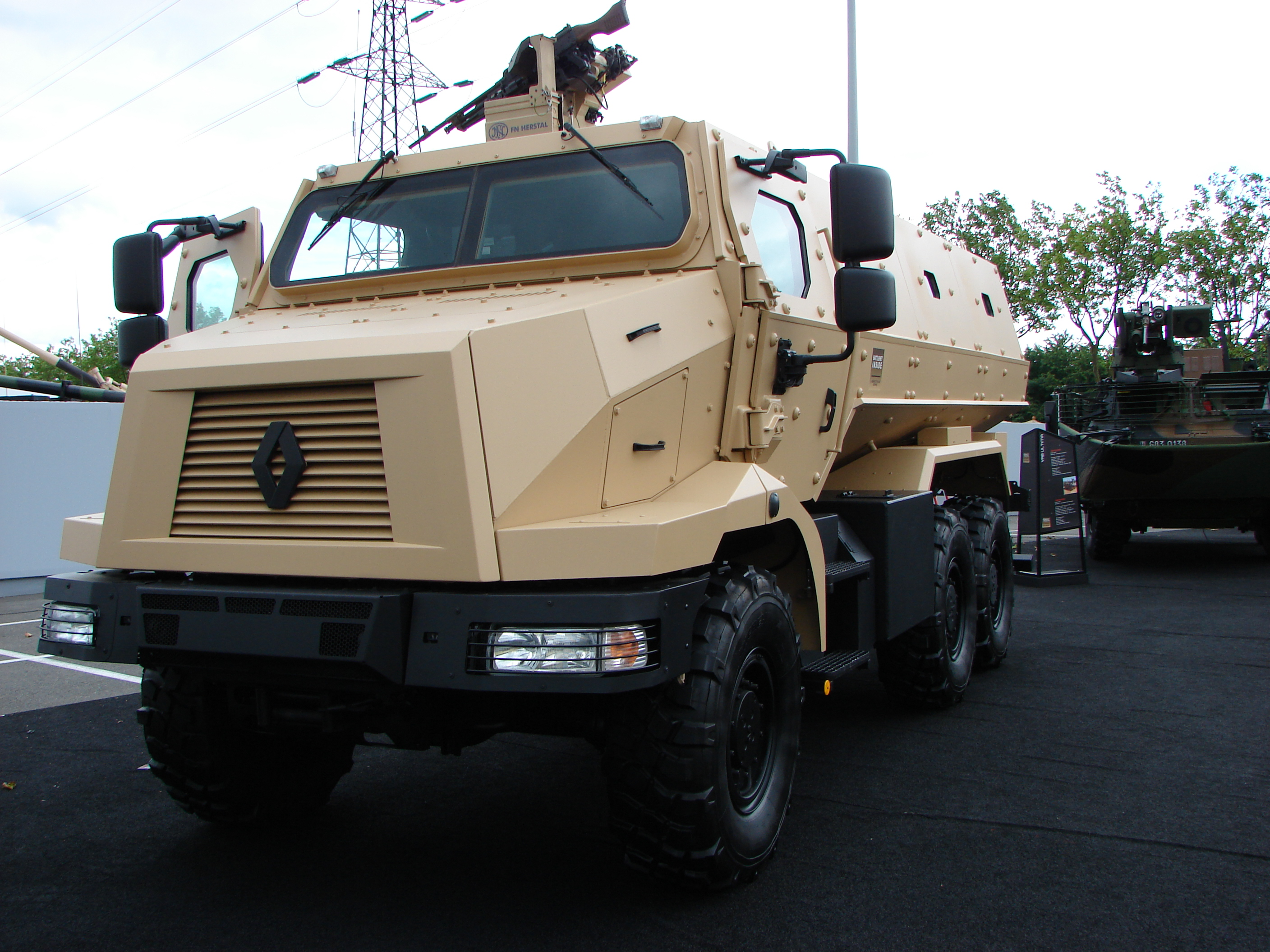
Renault Higuard

Renault Sherpa Medium — среднетоннажный грузовой автомобиль повышенной проходимости, производящийся французской компанией Renault Trucks с 2005 года.
Изначально автомобиль комплектовался дизельным двигателем Renault DXi 7 мощностью 240 л. с., позже двигателями Renault MD-7 мощностью 265—340 л. с. На шасси Renault Sherpa 5 разработан бронетранспортёр с V-образным днищем Renault Higuard.

## Модификации
- Renault Sherpa 5 (4*4) — модификация грузоподъёмностью 6,7 тонн
- Renault Sherpa 5 (6*6) — модификация грузоподъёмностью 7,3 тонн
- Renault Sherpa 10 (4*4) — модификация грузоподъёмностью 10,2 тонн
- Renault Sherpa 10 (6*6) — модификация грузоподъёмностью 12 тонн
- Renault Higuard (6*6) — бронеавтомобиль MRAP на базе Renault Sherpa 5.